# Vila
|  | Per a altres significats, vegeu «Vila (desambiguació)». |

Una vila és un nucli de població d'una certa entitat, per causes econòmiques (mercat, per exemple, o abundor de comerços), sociopolítiques (cap d'una comarca o sotscomarca o, antigament, d'un senyoriu), religioses (cap d'un bisbat o d'un centre religiós important), culturals o històriques. El terme "vila" té bàsicament una sola accepció, si bé amb alguna variant fruit de matisos històrics, o bé d'ús espontani dels parlants de català, sobretot de zones rurals.

## Definició i història
Es tracta d'una població que ha rebut al llarg de la història certs reconeixements explícits, com determinats privilegis (per exemple, el de celebrar fires o mercats) de l'autoritat reconeguda, però que, per raons diverses, tampoc no li ha estat concedida la categoria superior, la de ciutat. En alguns casos existeixen documents antics, sobretot medievals i de l'edat moderna, que la categoritzen com a vila; en altres casos és el mateix ús, derivat del costum popular, que l'ha anomenada sempre com a vila per la seva importància dins del seu entorn.

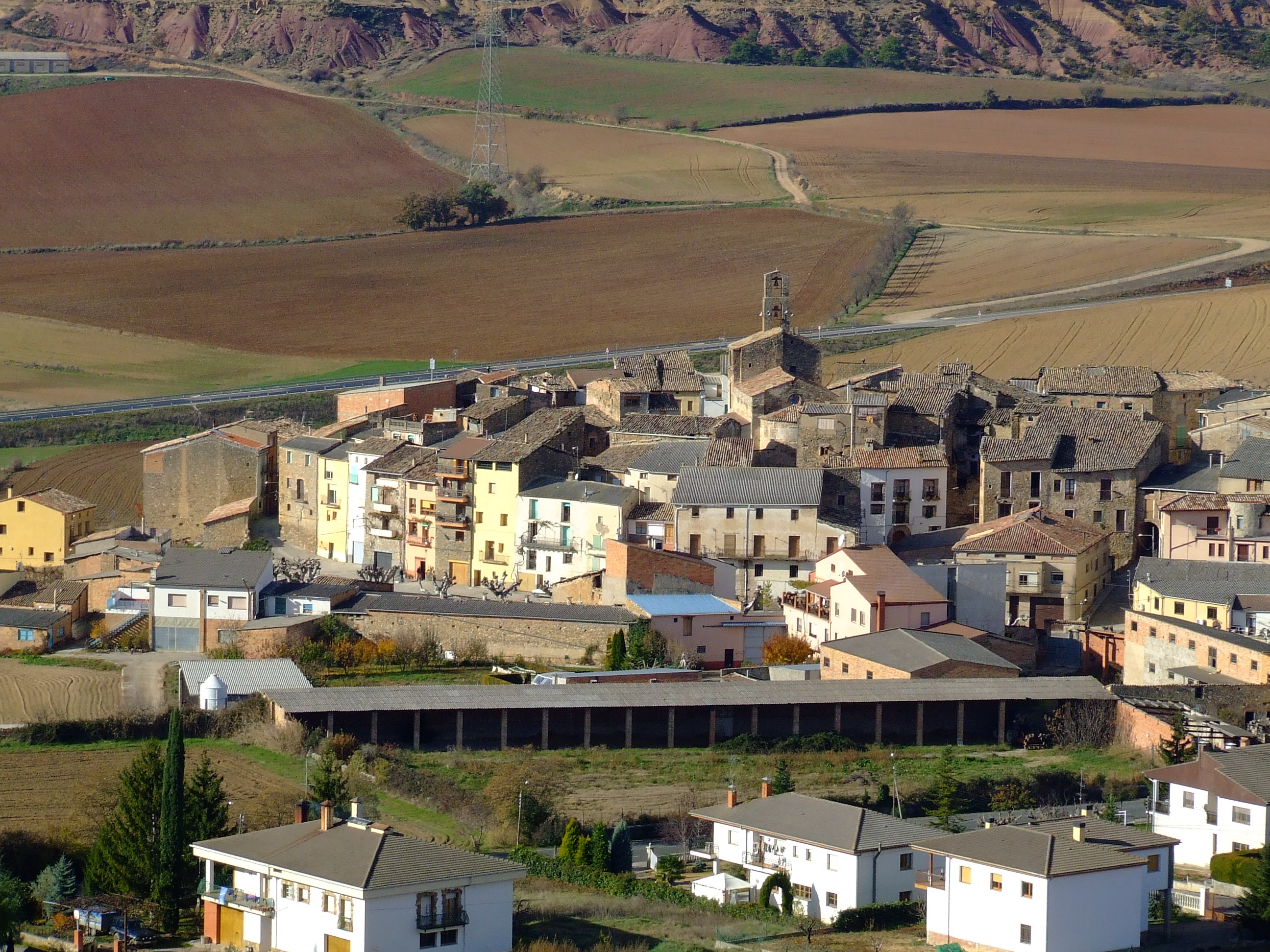
La vila closa de Figuerola d'Orcau

Les característiques pròpies de cada vila han fet que se les denominés de vegades amb adjectius que complementaven aquesta categoria: vila closa si el nucli de població es tancava amb una murada sovint feta per les mateixes cases, amb portals d'accés (en alguns casos, amb muralles, però la majoria sense, car les parets exteriors de les cases feien de mur de la vila); vila franca si havia estat una concessió reial en zona de repoblament amb una sèrie de privilegis, sobretot comercials, anomenats franqueses, vila nova, si simplement es bastia en zona de repoblament, amb precedents de poblament en el mateix lloc o sense, o si es tractava d'una ampliació extramurs d'una vila closa. És interessant d'observar que gairebé tots els municipis de l'illa de Mallorca són viles, algunes de les quals han esdevingut ciutats.
Pràcticament totes són d'origen medieval. Típicament, constituïen una agrupació de població que contrastava amb el poblament rural, on el poblament era dispers o la unitat era el poble o la parròquia, notablement més petit o sense nucli agrupat, per la qual cosa aviat es produí una contraposició entre la vila i les persones que vivien fora vila, és a dir, en hàbitat disseminat com les masies, o en agrupacions al voltant d'una església parroquial, origen del poble (molts pobles, per petits que siguin, conserven encara el topònim sagrera, que designava el territori sagrat de trenta passes al voltant de l'església, fruit de la Pau i Treva on tothom quedava sota protecció eclesial).

A les Illes Balears quasi tots els pobles tenen el títol de vila (groc). Alguns tenen el de ciutat (blau) i d'altres no tenen títol (vermell).

A les viles s'agrupaven sovint els artesans i els comerciants estables. D'aquesta manera, les viles van anar agafant un caràcter urbà, amb una classe social, antigament anomenada menestralia, que tenia oficis i formes de vida diferents de l'habitual en l'àmbit de la pagesia, de manera que ja a la baixa edat mitjana començaren a suscitar-se conflictes socials entre els de la vila i els de la pagesia.
Les viles que amb el pas del temps cresqueren molt de nombre d'habitants o adquiriren importància per causes diverses, foren anomenades ciutat, per a la qual cosa calia, preceptivament, el nomenament de la màxima autoritat civil: el rei, quasi sempre, o el president de la república, en alguns casos.
Tant el títol de vila com el de ciutat són títols vigents, que és possible encara de concedir avui dia, sempre per la màxima autoritat política legal del país (rei o president de la república). Es tracta d'una gràcia concedida, sovint com a resposta positiva a una petició de la població interessada. Actualment, però, és una pràctica en desús (més la del nomenament de vila que la del nomenament de ciutat), però no del tot descartable, ja que legalment és possible, sempre com a distinció honorífica, que avui no comporta cap mena de privilegi real. Un altre tema seria, però, el del seu interès o utilitat pràctica (raó principal per la qual ha caigut en desús).
Tanmateix, en l'última remodelació de la Llei municipal vigent a Catalunya en l'actualitat, publicada al Diari Oficial de la Generalitat de Catalunya el 20 de maig del 2003 es va donar un tomb important al tema, despullant les intitulacions de vila i ciutat de tota mena de privilegis i concessions gracioses de l'autoritat vigent, i deixant en un títol que és opcional a partir d'uns mínims d'aplicació automàtica. En efecte, la llei esmentada aporta el següent: Article 34. Nom del municipi. 34.1 Els municipis poden anteposar al seu nom el títol de vila si tenen més de cinc mil habitants i el de ciutat si en tenen més de vint mil. L'adopció o la modificació del tractament ha d'ésser acordada per l'ajuntament, el qual n'ha de donar compte al Departament de Governació i Relacions Institucionals.
34.2 No obstant el que disposa l'apartat 1, els municipis mantenen els títols i els honors que els hagin estat reconeguts. Catalunya és l'únic territori de parla catalana que té explicitat en una llei el tractament dels títols de vila i ciutat.
En l'actualitat, el títol de vila és a tot arreu purament honorífic. Cap de les lleis municipals actualment vigents concedeix res d'especial a cap municipi pel fet de poder ostentar els títols de vila o de ciutat (una altra cosa són els avantatges fiscals derivats del nombre d'habitants i d'altres conceptes quantitatius). Catalunya té legislat com es pot obtenir aquest títol honorífic, però al País Valencià, la Catalunya Nord, les Illes Balears i l'Aragó no hi ha prevista cap modernització legal del tema i, per tant, hi continua sent una gràcia atorgada pel poder establert, com a l'antic règim.
Amb el pas del temps, sobretot en els darrers 150 anys, amb els canvis de poblament a causa dels fenòmens migratoris i del consegüent desequilibri territorial, s'ha produït una profunda transformació pel que fa a la mateixa categoria de vila, fins al punt que algunes viles són, de fet, iguals en tots els sentits que els pobles que les envolten. Fins i tot algunes viles han perdut quelcom que antigament els era inherent: tenir territori propi, administrat des de la vila. Aquest territori propi, en els darrers dos-cents anys anomenat municipi, tenia un dels seus orígens precisament en les viles (altres orígens dels actuals municipis són els senyorius o les jurisdiccions eclesials). Així, actualment es dona la paradoxa que algunes viles han estat agrupades a municipis més grans, on hi ha altres viles o ciutats. El cas més conegut, però no l'únic, és el de la vila de Gràcia, integrada fa uns cent anys en el terme de la ciutat de Barcelona.

## Utilització
El terme vila està etimològicament lligat al de vil·la, però cal no confondre'ls, atès que en l'actualitat el terme amb ela geminada es reserva per a les masies o cases romanes, o bé per a certes cases d'estiueig, que tradicionalment han estat anomenades d'aquesta manera, fins i tot en els casos que han passat a ser de residència fixa. Les primeres viles nasqueren de l'enfortiment de les vil·les romanes, que sovint eren ja agrupacions de construccions, on vivien els amos i tots els servents de l'explotació (podien arribar-ne a ser entre trenta i cinquanta).
Hi ha molts topònims que comencen amb Vila. Tant es pot tractar de l'evolució d'aquestes vil·les romanes, com de poblaments posteriors, en el sentit de les primeres definicions que hem fet. Es troba tant el mot vila en masies aïllades, la Vila, com en la primera part del topònim compost de moltes poblacions, com ara Vilafranca del Maestrat, Vilanova i la Geltrú, Vilaür, Sant Julià de Vilatorta, Vilabella, entre d'altres. En algun cas s'arriba a donar que una població anomenada vila ha ascendit a la categoria de ciutat, però així i tot no ha perdut el nom antic de vila. És el cas de la Vila Joiosa o Vila-real, per exemple.